# Rolene Strauss
Rolene Strauss (Volksrust, 22 de abril de 1992) es una reina de belleza sudafricana, ganadora del Miss Sudáfrica 2014, y ganadora del título de Miss Mundo 2014. Rolene es estudiante del 4.º año de medicina en la Universidad del Estado Libre y tiene una pasión por la salud, las mujeres y Sudáfrica.

## Biografía
Nació y se crio en un pequeño pueblo llamado Volksrust, en Mpumalanga. Ella quiere ser lo mejor que pueda, para seguir su destino y algún día ser la mujer que usa lo que se le dio de gracia; para inspirar, a amar, a simpatizar y darle.
A la edad temprana de 8 años, Rolene Strauss fue testigo de la coronación de Miss SA en el año 2000, cuando Jo-Ann Strauss ganó el título. Los dos no están relacionadas familiarmente entre sí, pero coincidentemente comparten el mismo apellido. Ella soñaba con ganar el título algún un día y lo hizo en marzo de 2014.
A la edad de 15 años ganó el Elite Model Look Sudáfrica 2007, lo que le concedió la oportunidad de representar a su país en el Elite Model Look Internacional 2007 donde se posicionó en el Top 15. Después de viajar al extranjero como modelo a la edad de 16 años, se dio cuenta de que su objetivo no era solamente convertirse en una modelo, pero si en un modelo a seguir.
Rolene es estudiante de medicina y actualmente está haciendo su licenciatura en la Universidad del Estado Libre en Bloemfontein. Tras ganar el título de Miss SA, Rolene puso sus estudios en espera para continuar su reinado. Bajo la supervisión de la nueva ejecutiva de Miss SA y ex Miss Sudáfrica 2011 Melinda Bam, Rolene tuvo ahora la oportunidad de representar a Sudáfrica en Miss Mundo donde resultó ganadora.

## Elite Model Look
Cuando Rolene tenía sólo 15 años, ella compitió en el Elite Model Look Sudáfrica 2007 y ganó la selección nacional para la Elite Model Look Internacional. Ella es la más joven ganadora a nivel nacional y venció a 11 concursantes más que compitieron por el mismo título.
De esta forma el 21 de abril de 2007 Rolene quedó posicionada en el Top 15 del Elite Model Look Internacional 2007 tras competir con 55 participantes, siendo la ganadora la modelo representante de Francia Jennifer Messelier, seguida por el modelo holandesa Ymre Stiekema y la modelo checa Hana Jirickova. Notables concursantes de esta edición del certamen internacional fueron Tamar Shedania, Adama Diallo, Dorothea Barth Jorgensen, Hana Jirickova, Juana Burga Cervera, Noelia López, Ymre Stiekema y Rolene Strauss, y aunque ninguna de estas mujeres ganó en el año que compitieron, lograron éxito crítico e internacional.

## Miss Sudáfrica
En 2011 Rolene participó en el Miss Sudáfrica posicionándose en el Top 5, año en que Melinda Bam se convirtió en la nueva titular del Miss SA 2011. Strauss tenía sólo 19 años en el momento.
De igual manera, dos años más tarde regreso al Miss SA para competir en la edición 2013 del certamen donde representó a la Ciudad Libre del Estado de Bloemfontein y fue coronada por Marilyn Ramos como Miss Sudáfrica 2014 el 30 de marzo de 2014 en una brillante ceremonia celebrada en el Super Bowl de Sun City situado en la Provincia del Noroeste, Sudáfrica.

## Miss Mundo 2014
Rolene representó a Sudáfrica en la 64.ª edición del certamen Miss Mundo, cuya final fue celebrada el 14 de diciembre en el Centro de Exposiciones ExCeL de Londres, Inglaterra, donde compitió con candidatas de 121 naciones y territorios autónomos para ser la sucesora de Megan Young de Filipinas. Su video de preparación se rodó en Ciudad del Cabo el sábado 10 de octubre de 2014.
En el certamen, Rolene tuvo una significativa participación, logrando ser la segunda finalista del Fast Track Miss Mundo Deportes & Fitness, además de ganar la Prueba del Beep. Asimismo clasificó al Top 20 del Top Model, Top 10 de Belleza con Propósito y Top 10 de Elección Popular. Finalmente, el 14 de diciembre es coronada Miss Mundo 2014 por manos de la saliente Miss Mundo 2013, Megan Young, adjudicando así el tercer título de Miss Mundo para Sudáfrica.

## Controversias

### Aumento de peso y Preparación para los Concursos Internacionales
A principios de agosto de 2014, Rolene recibió fuertes críticas por su aumento de peso, esto condujo posteriormente a Sun International a emitir un comunicado de prensa donde se expresaba que Rolene sólo comenzaría su régimen de ejercicios para los concursos de belleza internacionales a mediados de agosto. De esta forma Rolene se ha asociado con suplementos gigante USN, así como la asistencia Virgin Active para la transformación de su cuerpo de 12 semanas agotadoras, que estaba programada para terminar a tiempo para Miss Mundo 2014.